# Харламов, Александр Ермолаевич
Алекса́ндр Ермола́евич Харла́мов (14 сентября 1910 — 5 сентября 1986) — советский партийный и государственный деятель, заместитель министра цветной металлургии СССР (1954—1957), заведующий сектором ЦК КПСС (1953—1954, 1957—1975).

## Биография
Родился 14 сентября 1910 г. в деревне Верхнее Болваново Вяземского уезда Смоленской губернии.
- В 1923—1928 гг. учащийся школы посёлка Исаково Вяземского уезда Смоленской губернии.
- С июня 1928 г. в г. Москве ученик рабочего по ремонту пути Савёловского вокзала,
- с июля 1928 г. чернорабочий в коллективе № 13 Московского железнодорожного узла.
- С января 1929 г. помощник электромонтёра Московского объединения государственных электростанций.
- В сентябре 1931 — октябре 1936 гг. студент горного факультета Московского института цветных металлов и золота;
- горный инженер по специальности «эксплуатация рудных месторождений».
- С ноября 1936 г. на Ново-Левинском медном руднике в г. Красноуральске Свердловской области:
- сменный инженер — начальник смены, с марта 1937 г. помощник начальника участка № 1, с июля 1937 г. начальник участка № 1, с ноября 1937 г. начальник рудника.
- С февраля 1939 г. второй секретарь Свердловского обкома ВЛКСМ.
- С марта 1940 г. первый секретарь Свердловского обкома ВЛКСМ.
- С сентября 1942 г. начальник отдела учёта и распределения рабочей силы Госплана при СНК СССР.
- С марта 1943 г. заведующий организационно-инструкторским отделом ЦК ВЛКСМ.
- С мая 1943 г. член бюро ЦК ВЛКСМ — секретарь ЦК ВЛКСМ.
- С апреля 1949 г. инспектор ЦК ВКП(б).
- С апреля 1951 г. инструктор, заместитель заведующего сектором Отдела тяжелой промышленности ЦК ВКП(б)—КПСС.
- С мая 1953 г. заведующий сектором Промышленно-транспортного отдела ЦК КПСС.
- С апреля 1954 г. заместитель министра цветной металлургии СССР.
- С октября 1957 г. заведующий сектором Промышленно-транспортного отдела ЦК КПСС по РСФСР.
- С июля 1962 г. заведующий сектором Отдела строительства ЦК КПСС по РСФСР.
- С мая 1966 г. заведующий сектором Отдела строительства ЦК КПСС.

С декабря 1975 г. персональный пенсионер союзного значения.
Скончался 5 сентября 1986 года в г. Москве.

## Награды
- орден Ленина (28.10.1948)
- орден Трудового Красного Знамени (30.04.1944)
- 2 ордена «Знак Почёта»
- медаль «Тридцать лет победы в Великой Отечественной войне 1941—1945 гг.» (1975)
- медаль «Ветеран труда» (1975)
- Почётная грамота Президиума Верховного Совета РСФСР (1970)

## Публикации
- Молодые уральцы — фронту. М., 1943;
- В суровые годы. Заметки о работе комсомольской организации Свердловской области в период Великой Отечественной войны 1941—1945 гг. Свердловск, 1970.